# دخمه باستانی یزد
دخمه باستانی یزد مربوط به دوره ساسانیان است و در جنوب غربی یزد واقع شده و این اثر در تاریخ ۲۴ اسفند ۱۳۸۳ با شمارهٔ ثبت ۱۱۶۵۰ به‌عنوان یکی از آثار ملی ایران به ثبت رسیده است.